# Diecezja pińska
Diecezja pińska (biał. Пінская дыяцэзія; łac. Dioecesis Pinskensis Latinorum) – jedna z czterech diecezji obrządku łacińskiego na Białorusi, wchodząca w skład metropolii mińsko-mohylewskiej. Diecezja obejmuje obecnie swoim zasięgiem obwód brzeski i obwód homelski.

## Historia
Po II i III rozbiorach Polski Katarzyna II powołała ukazem z 6 (19) września 1795 roku niekanoniczne biskupstwo pińskie, które istniało przez trzy lata. Nie otrzymało sankcji Stolicy Apostolskiej.
Po odzyskaniu przez Polskę niepodległości papież Pius XI 28 października 1925 roku bullą Vixdum Poloniae unitas erygował diecezję pińską. Pierwszym ordynariuszem pińskim mianowany został Zygmunt Łoziński. Diecezja weszła w skład metropolii wileńskiej. W 1928 roku diecezja pińska pod względem administracyjnym była podzielona na 17 dekanatów i 172 parafie. Dziesięć lat później obejmowała 17 dekanatów ze 137 parafiami i 63 kościołami filialnymi i zakonnymi oraz obrządku wschodniego (11 parafii).
Po II wojnie światowej większość terytorium diecezji weszło w skład Białoruskiej SRR. Od 1950 roku terenem Diecezji pińskiej pozostającej w granicach PRL zarządzał administrator apostolski rezydujący w Drohiczynie na terenie Polski. Ze względu na trudną sytuację polityczną, administratorzy apostolscy unikali nazwy Diecezja pińska i zamiast tego używali określenia Diecezja w Drohiczynie n. Bugiem. Funkcje administratorów pełnili kolejno: ks. infułat dr Michał Krzywicki (1950-1967) i ks. biskup Władysław Jędruszuk (1967-1991), który następnie został pierwszym biskupem drohiczyńskim.
W 1991 pozostała przy Polsce część utworzyła diecezję drohiczyńską (obecnie powiększoną o cztery dekanaty z diecezji siedleckiej). Część diecezji, która znalazła się na terytorium Ukrainy, od 1996 roku należy do diecezji łuckiej. Części dawnych terenów diecezji znajdują się również w granicach archidiecezji mińsko-mohylewskiej i diecezji grodzieńskiej.
Minister Spraw Zagranicznych RP Radosław Sikorski podarował organy z salonu swojego domu biskupowi pomocniczemu diecezji pińskiej Kazimierzowi Wielkosielcowi.

## Biskupi
- Biskup diecezjalny: bp Antoni Dziemianko (od 2012)
- Biskup pomocniczy/Wikariusz generalny: bp Andrej Znoska (od 2024)
- Biskup senior: bp Kazimierz Wielikosielec OP biskup pomocniczy piński w latach 1999-2024  senior od 2024

## Struktura i wierni
Terytorium diecezji (73 200 km²) zamieszkuje około 3,03 miliona osób. W 2007 w diecezji zorganizowanych było 5 dekanatów, do których należało łącznie 60 parafii. 8 września 2007 roku Kazimierz Świątek oznajmił o stworzeniu szóstego dekanatu – homelskiego.

## Sanktuaria
- Sanktuarium Matki Bożej Brzeskiej w Brześciu
- Sanktuarium św. Andrzeja Boboli w Janowie
- Sanktuarium Matki Bożej Jurowickiej w Jurowiczach (od lat 60. XIX w. należy do Cerkwi Prawosławnej)
- Sanktuarium Matki Bożej Królowej Polesia w Łohiszynie
- Sanktuarium Matki Bożej Fatimskiej w Baranowiczach

## Instytucje
- Kuria diecezjalna
- Międzydiecezjalne Wyższe Seminarium Duchowne im. św. Tomasza z Akwinu
- Caritas diecezjalne
- Wydawany jest magazyn „Dialog”

Od 1925 roku funkcję katedry diecezji pełni kościół Wniebowzięcia Najświętszej Maryi Panny w Pińsku (wcześniej zakonu franciszkanów).

## Święci i błogosławieni
Wśród świętych i błogosławionych związanych z diecezją pińską znajdują się:
- św. ks. Andrzej Bobola SJ
- bł. ks. Mieczysław Bohatkiewicz
- bł. ks. Antoni Beszta-Borowski

## Siedziby dekanatów
| BaranowiczeLachowiczeBrześćPińskPrużana | HomelMozyrz |

## Miasta diecezji

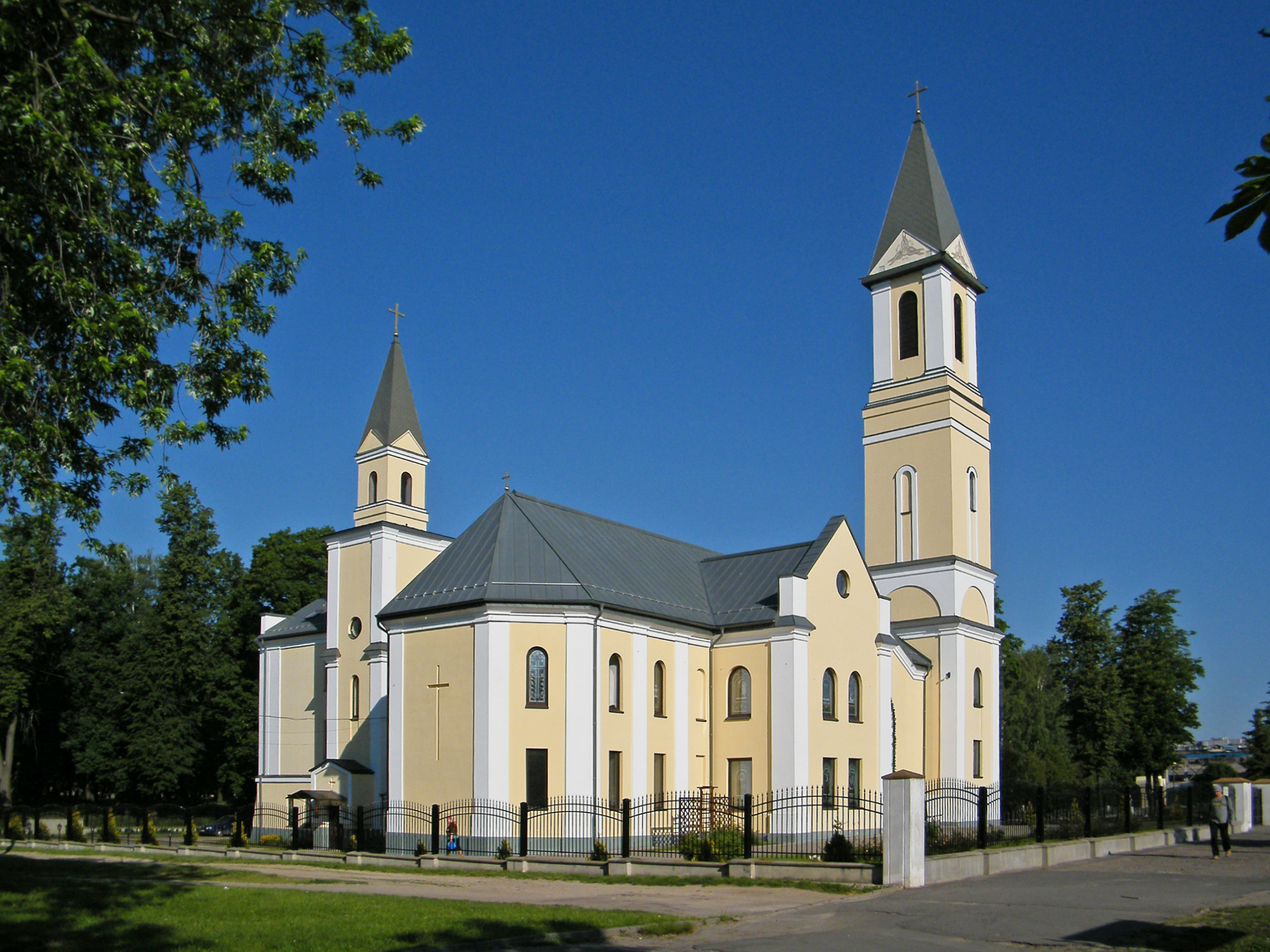
Kościół Narodzenia NMP w Homlu

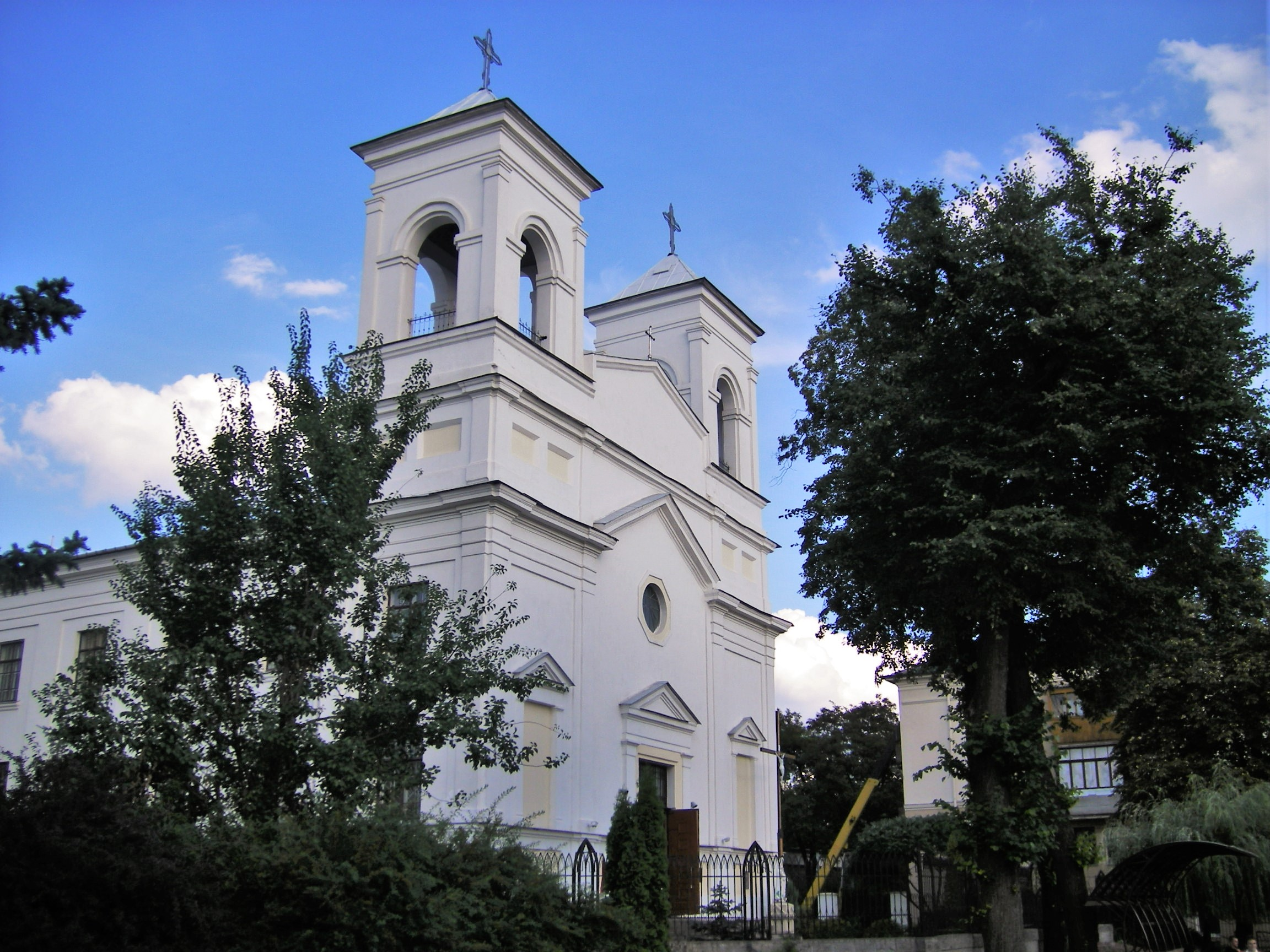
Kościół Podwyższenia Krzyża Świętego w Brześciu

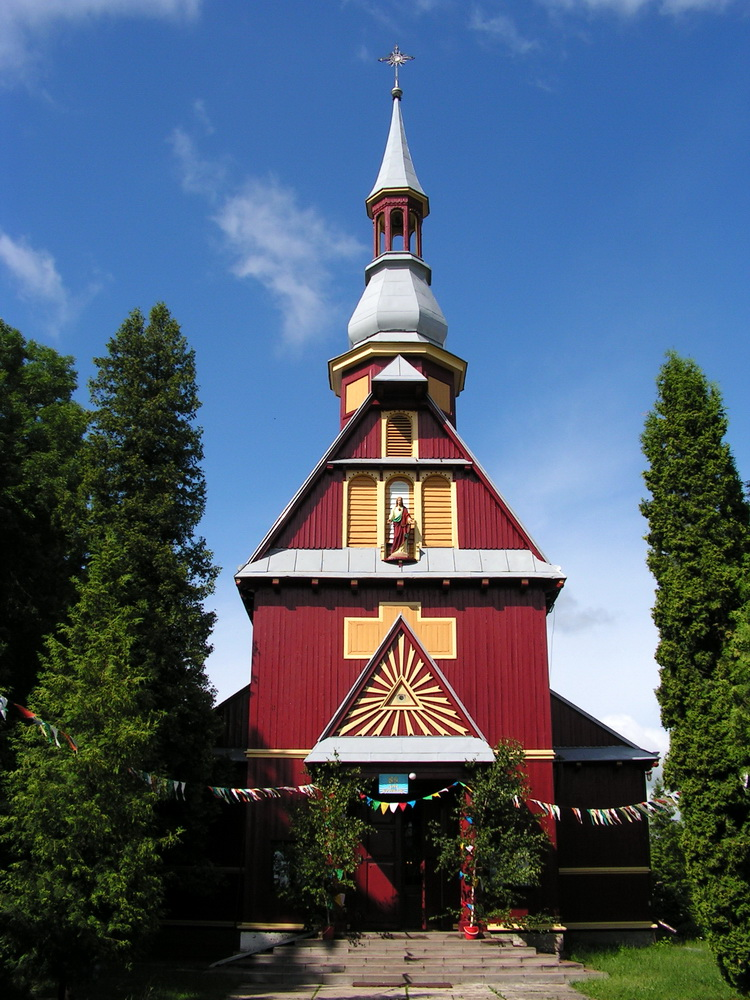
Kościół Podwyższenia Krzyża Świętego w Baranowiczach

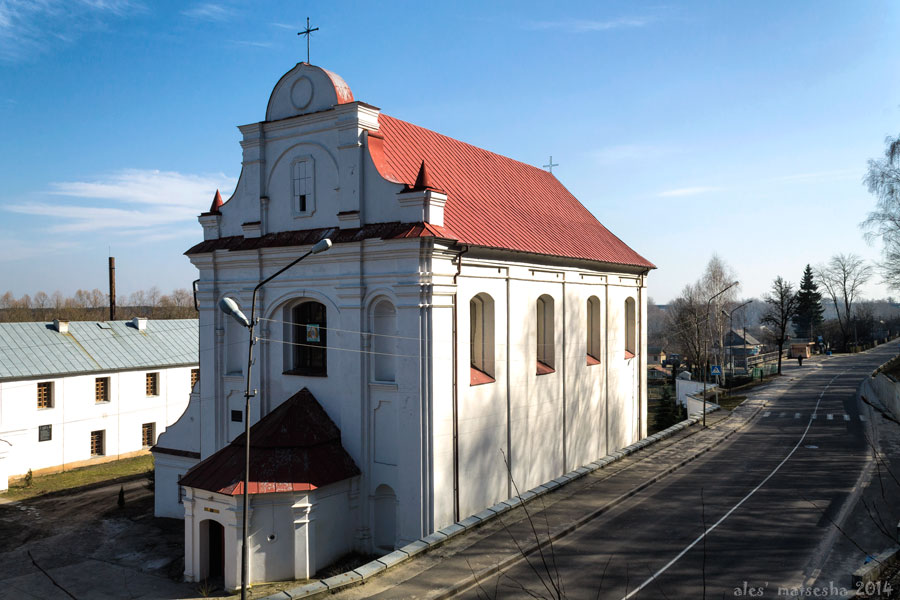
Kościół Wniebowzięcia NMP w Mozyrzu

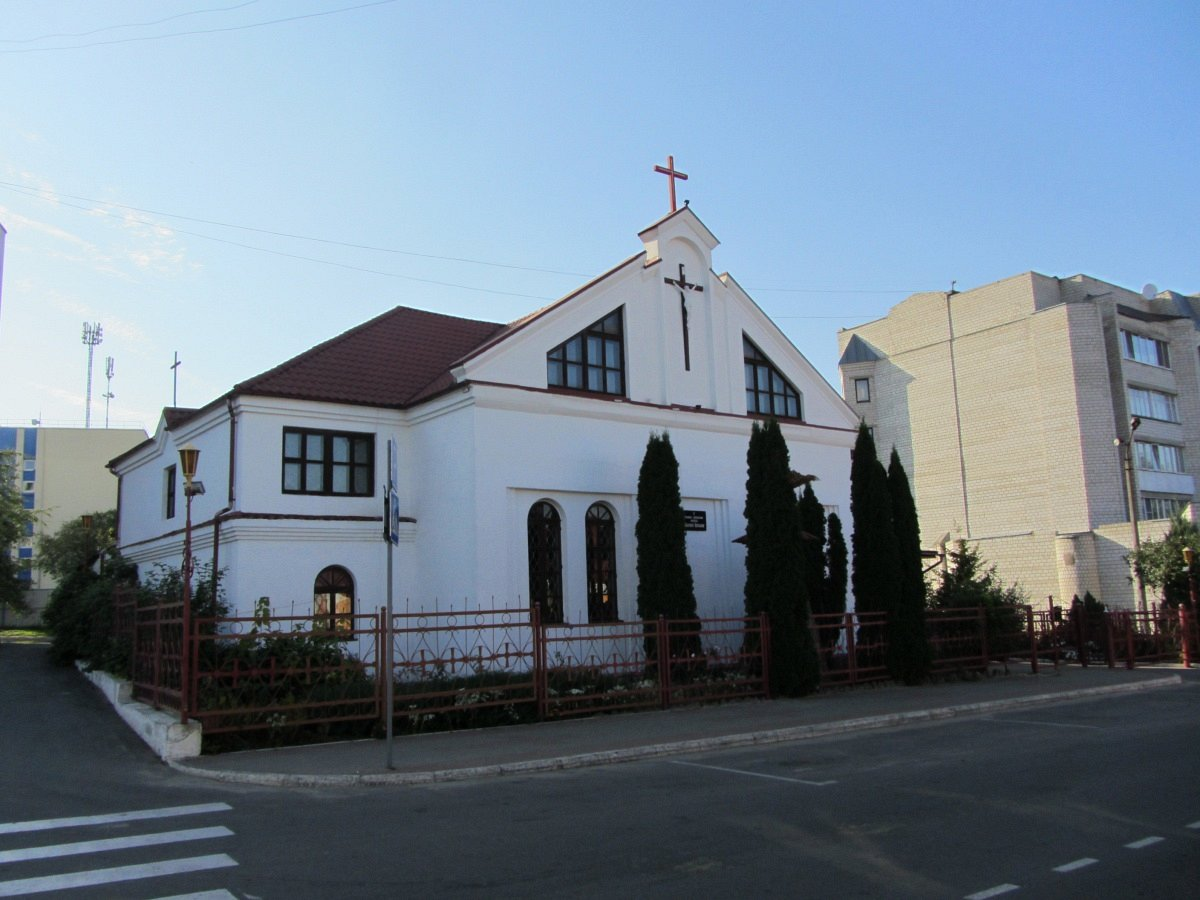
Kościół św. Kazimierza w Żłobinie

| herb | miasto           | dekanat     | obwód    | rejon         | ludność | liczba parafii |
| ---- | ---------------- | ----------- | -------- | ------------- | ------- | -------------- |
|      | Homel            | homelski    | homelski | Homel         | 535 229 | 1              |
|      | Brześć           | brzeski     | brzeski  | Brześć        | 343 985 | 3              |
|      | Baranowicze      | baranowicki | brzeski  | Baranowicze   | 179 439 | 5              |
|      | Pińsk            | piński      | brzeski  | Pińsk         | 138 202 | 3              |
|      | Mozyrz           | mozyrski    | homelski | mozyrski      | 111 801 | 1              |
|      | Żłobin           | homelski    | homelski | żłobiński     | 76 068  | 1              |
|      | Swietłahorsk     | homelski    | homelski | swietłahorski | 68 550  | 1              |
|      | Rzeczyca         | homelski    | homelski | rzeczycki     | 66 009  | 1              |
|      | Kobryń           | brzeski     | brzeski  | kobryński     | 52 964  | 1              |
|      | Kalinkowicze     | mozyrski    | homelski | kalinkowicki  | 40 315  | 1              |
|      | Rohaczów         | homelski    | homelski | rohaczowski   | 34 825  | 1              |
|      | Bereza           | prużański   | brzeski  | bereski       | 29 451  | 1              |
|      | Łuniniec         | piński      | brzeski  | łuniniecki    | 24 712  | 1              |
|      | Iwacewicze       | prużański   | brzeski  | iwacewicki    | 23 440  | 1              |
|      | Dobrusz          | –           | homelski | dobruski      | 18 760  | 0              |
|      | Prużana          | prużański   | brzeski  | prużański     | 18 515  | 1              |
|      | Janów            | piński      | brzeski  | janowski      | 16 465  | 1              |
|      | Żytkowicze       | mozyrski    | homelski | żytkowicki    | 16 019  | 1              |
|      | Drohiczyn        | piński      | brzeski  | drohiczyński  | 14 976  | 1              |
|      | Hancewicze       | lachowicki  | brzeski  | hancewicki    | 13 925  | 1              |
|      | Żabinka          | brzeski     | brzeski  | żabinecki     | 13 299  | 1              |
|      | Stolin           | piński      | brzeski  | stoliński     | 13 269  | 1              |
|      | Mikaszewicze     | piński      | brzeski  | łuniniecki    | 12 693  | 1              |
|      | Chojniki         | mozyrski    | homelski | chojnicki     | 12 500  | 1              |
|      | Białooziersk     | prużański   | brzeski  | bereski       | 12 421  | 1              |
|      | Małoryta         | brzeski     | brzeski  | małorycki     | 11 891  | 1              |
|      | Lachowicze       | lachowicki  | brzeski  | lachowicki    | 10 919  | 1              |
|      | Petryków         | mozyrski    | homelski | petrykowski   | 10 076  | 1              |
|      | Jelsk            | –           | homelski | jelski        | 9 084   | 0              |
|      | Buda Koszelewska | –           | homelski | budzki        | 8 460   | 0              |
|      | Kamieniec        | brzeski     | brzeski  | kamieniecki   | 8 401   | 1              |
|      | Wietka           | –           | homelski | wietkowski    | 8 394   | 0              |
|      | Czeczersk        | –           | homelski | czeczerski    | 8 312   | 0              |
|      | Narowla          | mozyrski    | homelski | narowelski    | 7 910   | 1              |
|      | Dawidgródek      | –           | brzeski  | stoliński     | 5 892   | 0              |
|      | Wysokie          | brzeski     | brzeski  | kamieniecki   | 5 113   | 1              |
|      | Wasilewicze      | –           | homelski | rzeczycki     | 3 349   | 0              |
|      | Turów            | –           | homelski | żytkowicki    | 2 770   | 0              |
|      | Kosów            | prużański   | brzeski  | iwacewicki    | 1 844   | 1              |